# Commit This to Memory
Commit This to Memory è il secondo album discografico in studio della band pop-punk statunitense Motion City Soundtrack, pubblicato nel 2005.

## Tracce
1. Attractive Today – 1:42
2. Everything Is Alright – 3:26
3. When "You're" Around – 2:51
4. Resolution – 3:48
5. Feel Like Rain – 3:34
6. Make Out Kids – 3:04
7. Time Turned Fragile – 4:15
8. L.G. FUAD – 3:06
9. Better Open the Door – 3:00
10. Together We'll Ring in the New Year – 2:13
11. Hangman – 2:51
12. Hold Me Down – 5:19

Bonus tracks
1. Invisible Monsters – 3:55

## Formazione
Gruppo
- Justine Pierre - voce, chitarra
- Joshua Cain - chitarra, cori
- Matthew Taylor - basso, percussioni, piano, cori
- Tony Thaxton - batteria
- Jesse Johnson - moog, tastiere

Collaboratori
- Patrick Stump - voce (traccia 2)
- Robb MacLean, Patrick Carrie - cori
- Mark Hoppus - voce (traccia 11)